# Java Sound
Java Sound ist eine Java-Programmierschnittstelle zur Ein- und Ausgabe von Audio- und MIDI-Daten.
Im Vergleich zum Java Media Framework (JMF), das ebenfalls Aufnahme und Wiedergabe von Audio ermöglicht, ist es systemnäher und bietet beispielsweise zusätzlich Möglichkeiten zur direkten Klangmanipulation oder kontrollierteren Pufferung der Audiowiedergabe.
APIs, die sich ebenfalls mit Sound beschäftigen, z. B. Java Speech, könnten das Java Sound API implementieren und darauf aufbauen.

## Anwendungsgebiete
- Kommunikationssysteme, z. B. Telefonie, Konferenz
- Endbenutzeranwendungen wie Mediendarsteller oder Anwendungen, die Streaming ermöglichen
- interaktive Anwendungsprogramme wie Spiele und Webseiten, die dynamischen Inhalt benutzen
- Erstellung und Bearbeitung von Inhalt
- Dienstprogramme, Toolkits

## Pakete
- Anwendungsentwickler
javax.sound.sampled
spezifiziert Schnittstellen zur Aufnahme und Wiedergabe, sowie zum Mischen von digitalem Ton
javax.sound.midi
spezifiziert Schnittstellen zur MIDI-Synthese, -Sequenzierung und zum Transport von Ereignissen
- Internetdienstanbieter
javax.sound.sampled.spi und javax.sound.midi.spi zur Erstellung zusätzlicher Dienste wie
  - Audiomischer
  - MIDI-Synthesizer
  - Parser, die einen neuen Audio- oder MIDI-Datentypen lesen und schreiben können
  - Konverter zur Übersetzung zwischen unterschiedlichen Tondateiformaten